# Dušan Švantner
Dušan Švantner (ur. 19 grudnia 1946 w miejscowości Beňuš-Gašparovo) – słowacki inżynier i polityk, parlamentarzysta, od 2006 wiceminister transportu, poczty i telekomunikacji w rządzie Roberta Ficy.

## Życiorys
Ukończył studia inżynierskie w Słowackiej Wyższej Szkole Technicznej w Bratysławie (obecnie: Słowacki Uniwersytet Techniczny). Od 1965 do 1993 pracował w spółce Mostáreň Brezno. Od 1992 był radnym w tej miejscowości. W latach 1998–2002 sprawował mandat posła do Rady Narodowej z ramienia SNS. Po odejściu z aktywnej polityki wykonywał zawód przedsiębiorcy. W latach 2006 i 2010 ponownie wybierany w skład Rady Narodowej. W 2006 objął funkcję sekretarza stanu w ministerstwie transportu, poczty i telekomunikacji.
Prywatnie interesuje się lotnictwem, pełnił funkcję prezesa Amatorskiego Stowarzyszenia Lotniczego Republiki Słowackiej (1994–1998).